# Terijokiregeringen

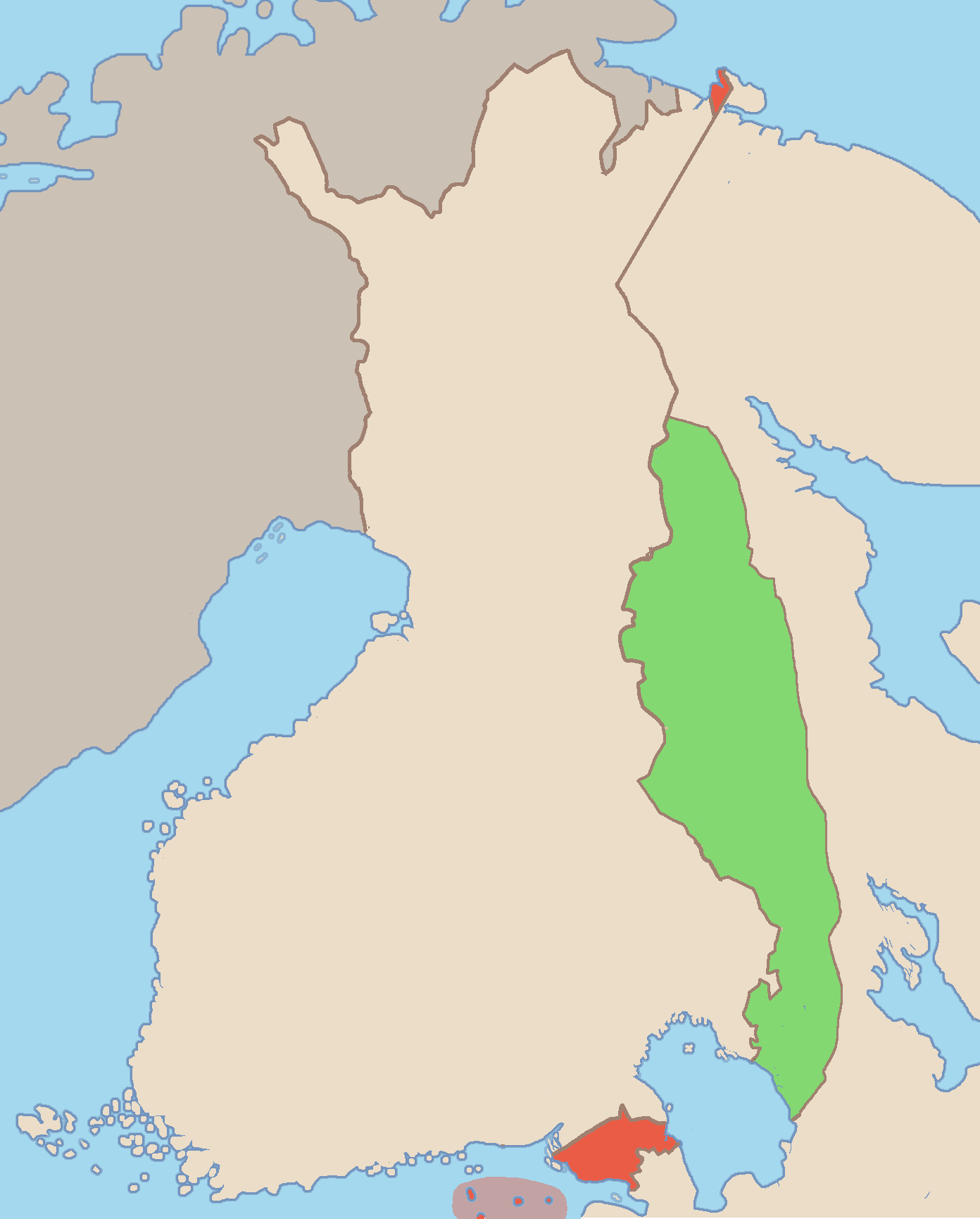
Demokratiska Republiken Finlands territorium skulle omfatta områden utanför 1939 års gränser. Det gröna området skulle överlåtas till Finlands demokratiska republik och det röda området skulle överlåtas till Sovjetunionen.

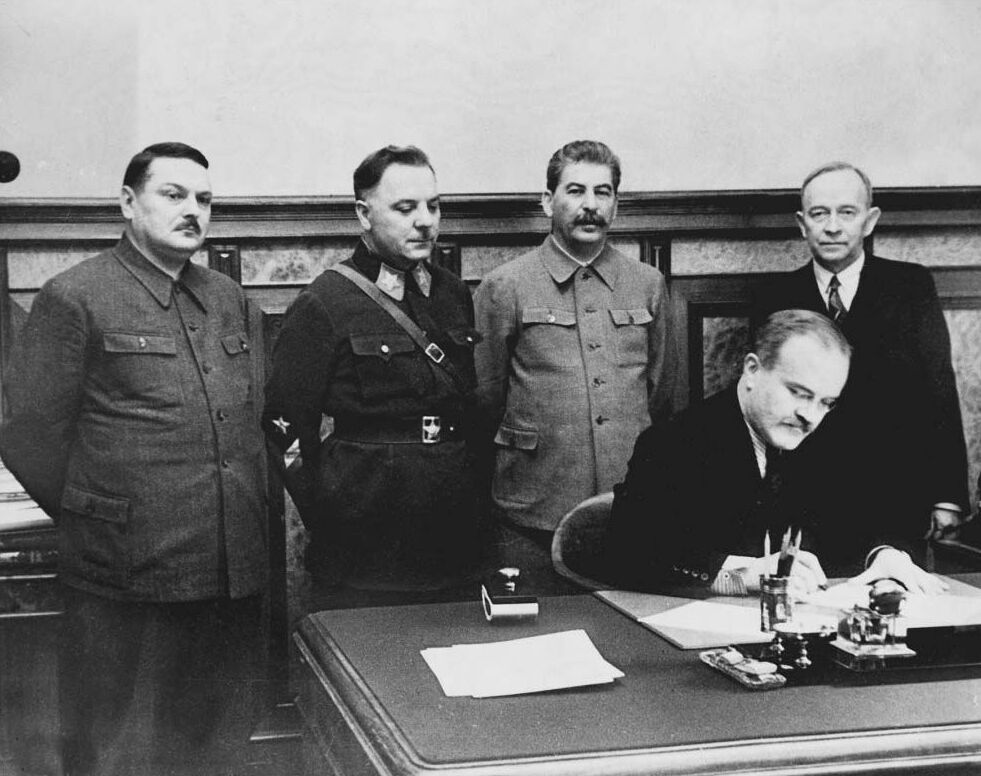
Sovjets utrikesminister Molotov undertecknar biståndspakten mellan Sovjet och Terijokiregeringen 2 december 1939. Stående från vänster: Zjdanov, Vorosjilov, Stalin samt Kuusinen.

Terijokiregeringen (efter staden Terijoki i Karelen), även kallad Finlands folkregering eller Kuusinenregeringen var en sovjettrogen regim, utropad av Stalin, och med Otto Ville Kuusinen i ledningen, efter det sovjetiska anfallet på Finland 30 november 1939. Tanken var att Kuusinens regering skulle styra Finland efter den förväntade sovjetiska segern, men segern uteblev och efter vinterkrigets slut upplöstes Terijokiregeringen 12 mars 1940.
När Moskvafreden ingicks under vinterkriget 1940 sammanfogades Finlands demokratiska republik med Karelska ASSR för att bilda den Karelsk-finska socialistiska sovjetrepubliken, förkortat Karelsk-finska SSR.

## Demokratiska Republiken Finlands territorium
Demokratiska Republiken Finland omfattades bara av det territorium som Sovjetunionen ockuperade i Finland under vinterkriget. Efter en sovjetisk seger skulle gränsen mellan Sovjetunionen och Demokratiska Republiken Finland justeras så att de områden som Stalin krävt i förhandlingarna med Finland skulle tillfalla Sovjetunionen. Samtidigt skulle ett större område i Karelen införlivas med Demokratiska Republiken Finland. Området i Karelen omfattade områdena Repola och Porajärvi som Finland gjort anspråk i fredsförhandlingarna i Dorpat 1920, staden Olonets och staden Kalevala.
Finlands kommunister kände sig förfrämligade eftersom stödet från folket saknades.

## Ledamöter
Sammanställning över regeringsledamöter, från Terijokiregeringens proklamation av den 1 december 1939
Finlands folkregering:
- Folkregeringens ordförande och Finlands Utrikesminister Otto Wille Kuusinen
- Folkregeringens viceordförande och finansminister Mauritz Rosenberg
- Försvarsminister Akseli Anttila
- Inrikesminister Tuure Lehén
- Lantbruksminister Armas Äikiä
- Undervisningsminister Inkeri Lehtinen
- Minister för karelska ärenden Paavo Prokkonen